# Provincia di Tiznit
La provincia di Tiznit è una delle province del Marocco, parte della Regione di Souss-Massa.
Nel 2009 una parte del suo territorio meridionale è stato scisso per formare la nuova provincia di Sidi Ifni.

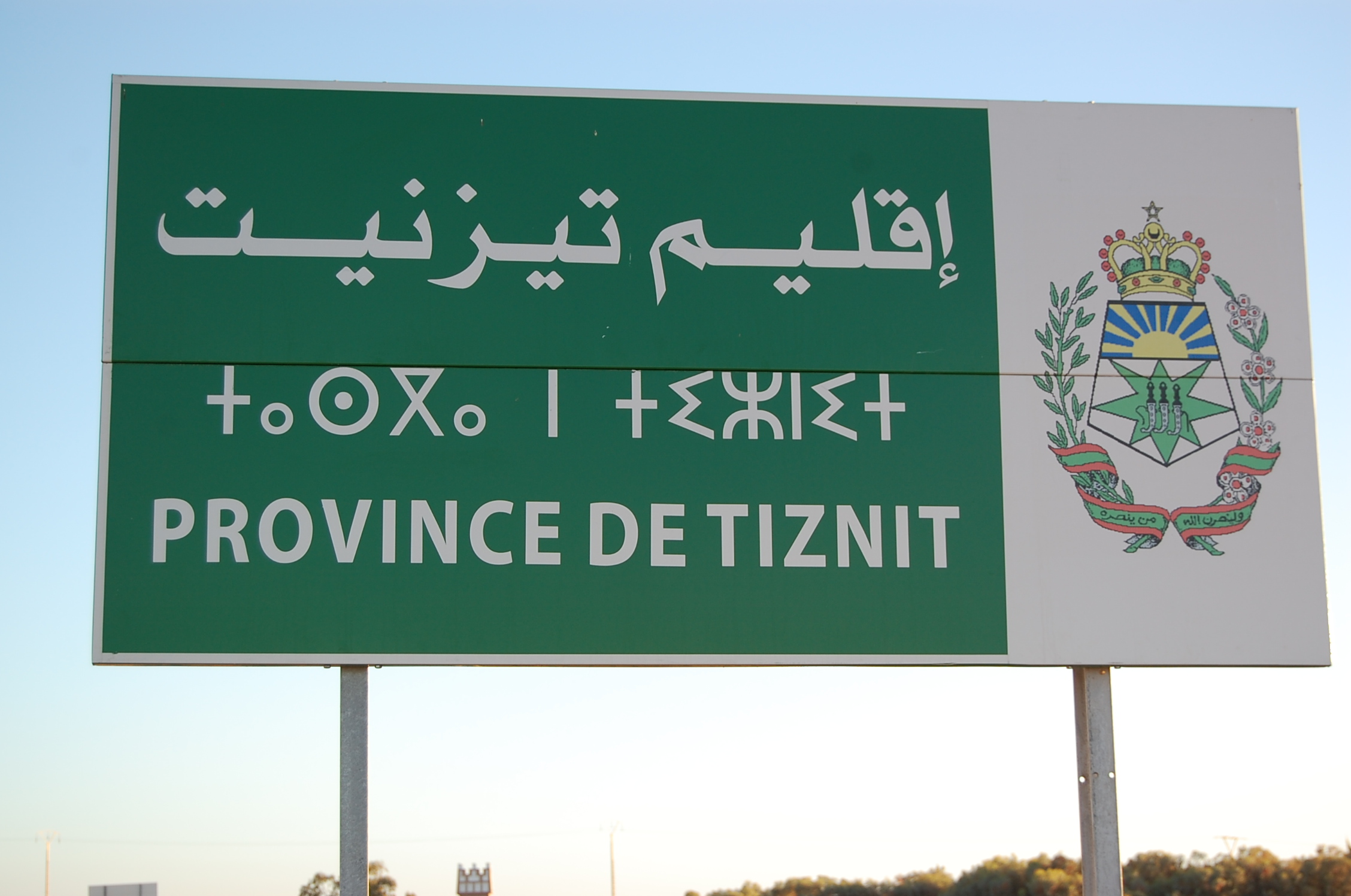
Cartello in arabo, berbero e francese che indica l'entrata nella provincia di Tiznit

## Geografia antropica

### Suddivisioni amministrative
La provincia di Tiznit, prima della scissione, contava 4 municipalità e 40 comuni:

#### Municipalità
- Lakhsas
- Sidi Ifni
- Tafraout
- Tiznit

#### Comuni
- Afella Ighir
- Ait Erkha
- Ait Issafen
- Ait Ouafqa
- Ammelne
- Anfeg
- Anzi
- Arbaa Ait Abdellah
- Arbaa Ait Ahmed
- Arbaa Rasmouka
- Arbaa Sahel
- Bounaamane
- Boutrouch
- El Maader El Kabir

- Ibdar
- Ida Ou Gougmar
- Imi N'Fast
- Irigh N'Tahala
- Mesti
- Mirleft
- Ouijjane
- Reggada
- Sbouya
- Sebt Ennabour
- Sidi Abdallah Ou Belaid
- Sidi Ahmed Ou Moussa
- Sidi Bouabdelli

- Sidi H'Saine
- Sidi M'Bark
- Tafraout El Mouloud
- Tangarfa
- Tarsouat
- Tassrirt
- Tighirt
- Tighmi
- Tioughza
- Tizoughrane
- Tnine Aday
- Tnine Aglou
- Tnine Amellou